# جان هنسن (قایقران روئینگ)
جان هنسن (دانمارکی: John Hansen؛ زادهٔ ۸ اکتبر ۱۹۳۸) قایقران روئینگ اهل دانمارک بود.
وی در مسابقات کشوری و بین‌المللی در مجموع برندهٔ ۱ مدال طلا، ۱ مدال نقره شده‌است.